# Joyce Mujuru
Joyce Mujuru (ur. 15 kwietnia 1955 w Mount Darwin) – zimbabweńska polityk, pierwsza wiceprezydent Zimbabwe od 6 grudnia 2004 do 8 grudnia 2014. 

## Walka zbrojna
Mujuru urodziła się na północy Zimbabwe, w dystrykcie Mount Darwin. Należy do grupy etnicznej Shona. Po dwóch latach nauki w szkole średniej, Mujuru zdecydowała się przyłączyć do wojny wyzwoleńczej. 17 lutego 1974 zestrzeliła nawet helikopter, którym wcześniej nie chciała uciekać. W czasie walk zyskała przydomek Teurai Ropa (rozlana krew) oraz została pierwszą kobietą- dowódcą w siłach wyzwoleńczych ZANLA (Zimbabwe African National Liberation Army). W 1977 poślubiła Solomina Mujuru, zastępcę dowódcy sił ZANLA.

## Kariera polityczna
Po uzyskaniu niepodległości przez Zimbabwe w 1980, Mujuru została najmłodszym ministrem w rządzie prezydenta Roberta Mugabe, obejmując resort sportu, młodzieży i rekreacji. Zakończyła również przerwaną edukację na szczeblu średnim. W latach 90. zajmowała stanowisko ministra telekomunikacji. 6 grudnia 2004 została pierwszym wiceprezydentem Zimbabwe. Była wymieniana jako potencjalna kandydatka na prezydenta kraju, po odejściu z tej funkcji Roberta Mugabe. Wraz z mężem, Solomonem Mujuru, byłym generałem, została objęta sankcjami ze strony USA. Obecnie mieszka na liczącej 3,5 tys. akrów farmie Alamein, położonej na południe od Harare, którą zarekwirowali od białych farmerów. Solomon Mujuru zmarł 15 sierpnia 2011 roku. 
8 grudnia 2014 prezydent Robert Mugabe zdymisjonował wiceprezydent Mujuru zarzucając jej korupcję oraz uczestnictwo w organizowaniu spisku przeciw głowie państwa. Poza Joyce Mujuru stanowiska straciło także siedmiu ministrów, decyzja ta zbiegła się w czasie z planowanymi zmianami w kierownictwie partii ZANU-PF. Prezydent Mugabe mianował na nowego wiceprezydenta byłego ministra i szefa parlamentu - Emmersona Mnangagwę.
3 kwietnia 2015 Joyce Mujuru została pozbawiona członkostwa w partii ZANU-PF. Wkrótce potem założyła własną, opozycyjną partię Najpierw Ludzie (ang. People First), przemianowaną w 2017 roku na Narodową Partię Ludową (ang. National People’s Party). 